# Al-Fashaga

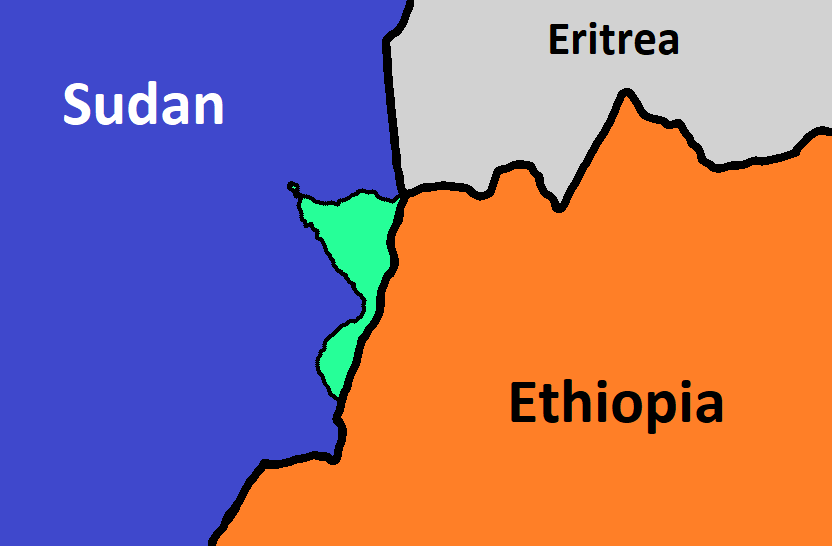
De Al-Fashaga-driehoek (lichtgroen) op het drielandenpunt van Soedan (donkergroen), Ethiopië (geel) en Eritrea (grijs)

Al-Fashaga (Arabisch: الفشقة) is een betwiste regio in het grensgebied van Eritrea, Ethiopië en Soedan. Het gebied, ook gekend als de Al-Fashaga-driehoek, heeft vruchtbare landbouwgrond en wordt geclaimd door zowel Ethiopië als Soedan. Sinds 2008 heeft Soedan de administratieve controle over het gebied en vormt het een district van de Soedanese staat Al-Qadarif.

## Geschiedenis
In 1902 ondertekenden het door de Britten geregeerde Anglo-Egyptisch Soedan en het keizerrijk Ethiopië een verdrag om de grens goed af te bakenen, maar in sommige gebieden werd de grens niet eenduidig vastgesteld. In zowel het verdrag van 1902 als een later verdrag uit 1907 loopt de internationale grens aan de oostelijke kant, wat betekent dat Al-Fashaga Soedanees is, maar Ethiopiërs hadden zich al in het gebied gevestigd, cultiveerden het en betaalden belastingen aan de Ethiopische overheid.
Na het einde van de Eritrees-Ethiopische oorlog in 2000 begonnen Ethiopië en Soedan langlopende gesprekken om de precieze loop van hun 744 km lange grens te bepalen. Al-Fashaga was het moeilijkste gebied om overeenstemming over te bereiken. In 2008 werd een compromis bereikt. Ethiopië stemde ermee in dat de regio Al-Fashaga deel uitmaakt van Soedan, maar Amhara-boeren zouden er ongestoord mogen blijven wonen. Tigrese boeren in het noordelijke deel van Al-Fashaga mochten ook blijven.
Nadat het Volksbevrijdingsfront van Tigray (TPLF) in 2018 de macht in Ethiopië was verloren, veroordeelden de leiders van de regio Amhara het compromis als een geheime overeenkomst en zeiden dat ze niet goed waren geraadpleegd toen de overeenkomst werd gesloten.
Eind 2020 wankelde vanwege de oorlog in Tigray het in 2008 bereikte compromis. Soedan was in de jaren 70 en 80 het achterland van Ethiopische verzetsbewegingen zoals die van de Tigreeërs, en de Ethiopische premier Abiy Ahmed vreesde dat dit opnieuw zou gaan gebeuren toen de oorlog in Tigray uitbrak. Het Soedanese leger sloot de grens af om rebelleninfiltratie te voorkomen, maar bezette tegelijkertijd tachtig procent van het betwiste gebied en verdreef de Ethiopiërs. Dit leidde tot spanningen en gewapende confrontaties tussen beide landen.